# Haloragodendron monospermum
Haloragodendron monospermum är en slingeväxtart som först beskrevs av J. v. M., och fick sitt nu gällande namn av Anthony Edward Orchard. Haloragodendron monospermum ingår i släktet Haloragodendron och familjen slingeväxter. Inga underarter finns listade i Catalogue of Life.